# Arnaldo de Mattos
Arnaldo, właśc. Arnaldo de Mattos (ur. 15 stycznia 1947 w São Paulo) – piłkarz brazylijski, występujący na pozycji napastnika.

## Kariera klubowa
Podczas piłkarskiej kariery Arnaldo występował w klubie Corinthians Paulista.

## Kariera reprezentacyjna
W 1968 roku Arnaldo uczestniczył w Igrzyskach Olimpijskich w Meksyku. Na turnieju Arnaldo wystąpił w dwóch meczach grupowych reprezentacji Brazylii z Japonią i Nigerią.